# Mleczaj modrzewiowy

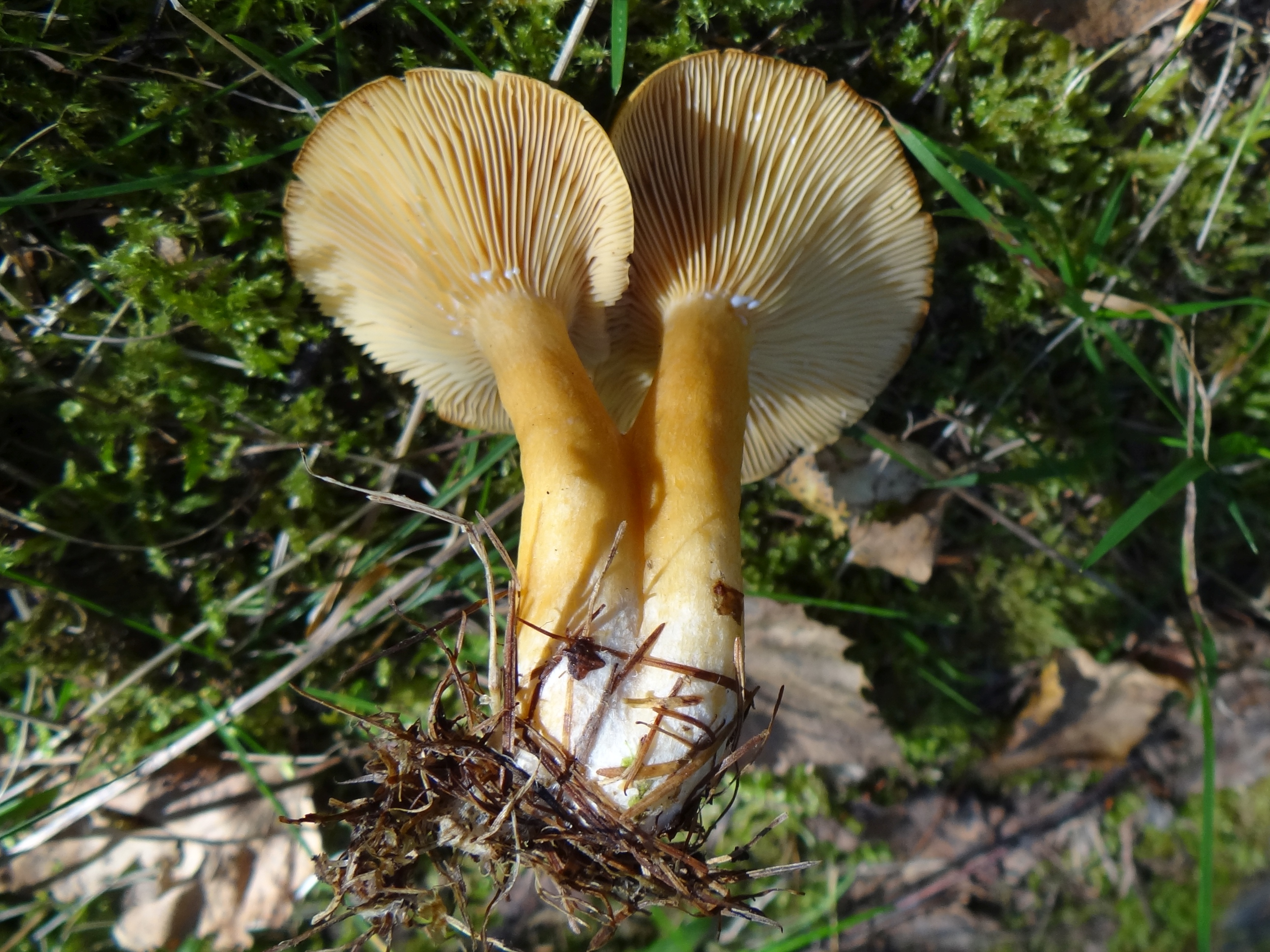

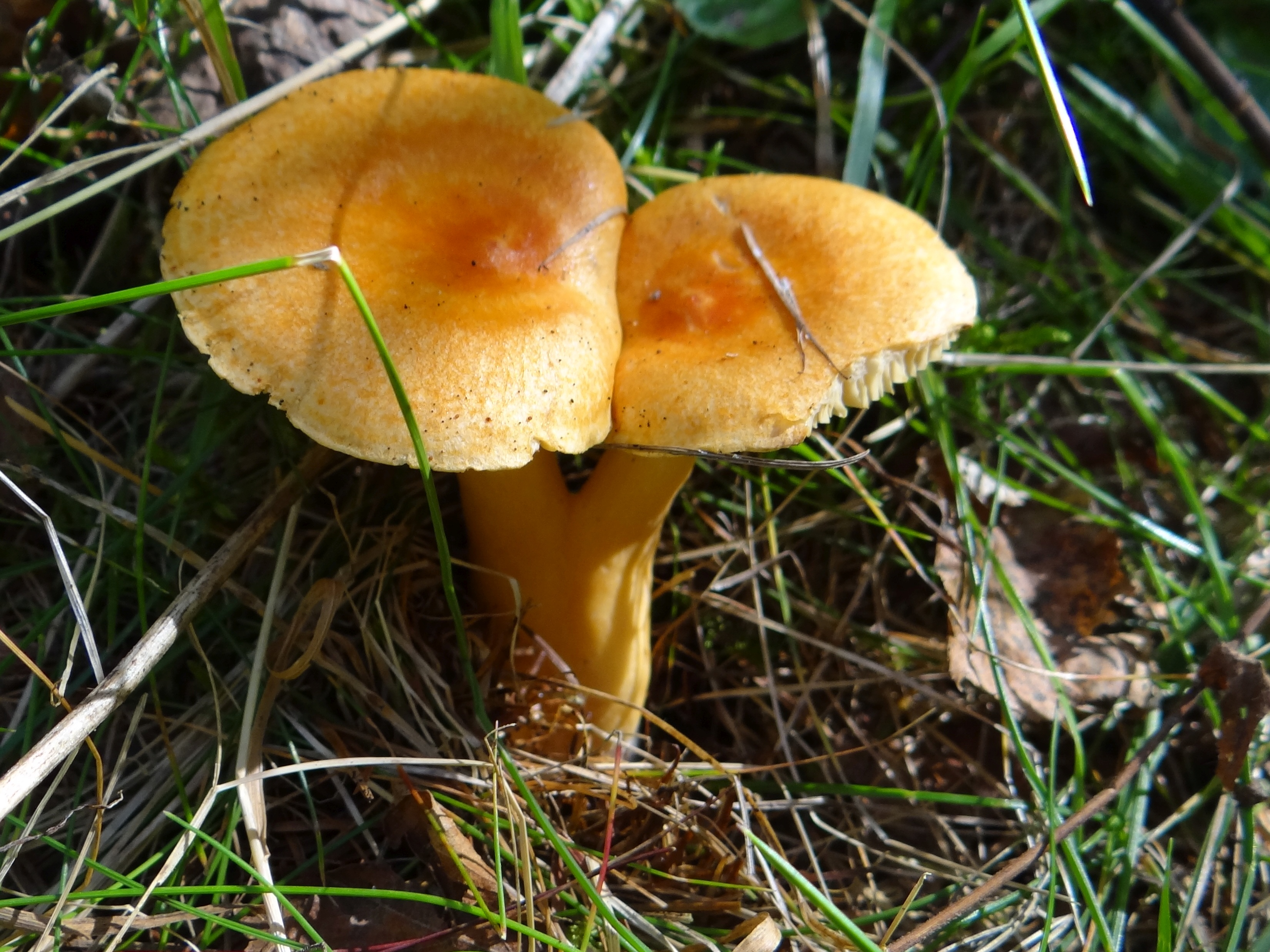

Mleczaj modrzewiowy (Lactarius porninsis Roll.) – gatunek grzybów z rodziny gołąbkowatych (Russulaceae).

## Systematyka i nazewnictwo
Pozycja w klasyfikacji według Index Fungorum: Lactarius, Russulaceae, Russulales, Incertae sedis, Agaricomycetes, Agaricomycotina, Basidiomycota, Fungi.
Synonim: Lactifluus porninae (Rolland) Kuntze 1898.
Nazwę polską podali Barbara Gumińska i Władysław Wojewoda w 1983 r.

## Morfologia
Kapelusz
Srednica najczęściej 3–7 cm, czasami do 10 cm, kształt rozpostarty, dość płaski z niewielką wklęsłością na środku, bez garbka. Brzeg podwinięty tylko u bardzo młodych okazów. Powierzchnia gładka, nieco wilgotna i lepka, czasami w środku kapelusza pomarszczona. Podczas suchej pogody widoczne są na niej koncentryczne pręgi Barwa od jasnoochrowej do pomarańczowej.
Blaszki
Gęste, przyrośnięto-zbiegające, czasami rozwidlone. Barwa początkowo białożółtawa, potem ochrowopomarańczowa lub jasna z rudawym odcieniem.
Trzon
Wysokość 3–7 cm, grubość 1,5–2 cm, początkowo pełny, potem komorowaty lub pusty, kształt walcowaty, równogruby. Powierzchnia gładka, czasami z pionowymi wklęsłościami. Barwa podobna jak w kapeluszu, dołem jaśniejsza.
Miąższ
W kapeluszu białawy, w trzonie pomarańczowoochrowy. Nie zmienia barwy po uszkodzeniu. Smak gorzki, zapach owocowy. Mleczko wydziela się słabo. Jest białe i wodniste. Początkowo ma łagodny smak, później jednak staje się gorzkawe i ostre.
Cechy mikroskopowe
Wysyp zarodników jasnoochrowy. Zarodniki owalne, o rozmiarach 7,5–9 × 7,5 μm. Mają powierzchnię gęsto pokrytą brodawkami połączonymi łącznikami tworzącymi dość gęstą siateczkę. Wysokość brodawek i łączników do 0,5μm. Cystydy wąskowrzecionowate o rozmiarach 50 × 7,5 μm. Strzępki skórki mają szerokość 2,5–5 μm. Sprzążki na strzępkach dość częste.
Gatunki podobne
Jest wiele pomarańczowych mleczajów. Najbardziej charakterystycznymi cechami mleczaja modrzewiowego jest występowanie wyłącznie pod modrzewiami, ochrowopomarańczowa barwa kapelusza, mleczko białe, wodniste i mocno piekące. Mleczaj pomarańczowy (Lactarius aurantius) ma mleczko o łagodnym smaku. U mleczaja siarkowego (Lactarius tabidus) mleczko żółknie.

## Występowanie
Podano stanowiska tego gatunku głównie w Europie, poza Europą tylko w Ameryce Środkowej i Japonii.
Rośnie na ziemi, tylko pod modrzewiami, na terenach górskich, bardzo rzadko na nizinach. Bywa atakowany przez pasożytniczego grzyba Hypomyces lateritius.

## Znaczenie
Grzyb mykoryzowy. Z powodu gorzkiego smaku jest niejadalny, a nawet może powodować dolegliwości ze strony układu pokarmowego.